# Boudicca (navire de croisière)
Le Boudicca (anciennement le Grand Latino, le Superstar Capricorn, le Hyundai Kumgan, le Golden Princess, le Sunwar, le Birka Queen et le Royal Viking Sky) est un navire de croisière appartenant à la société Fred Olsen Cruises.

## Histoire
Lors de la période d'exploitation sous le nom de Grand Latino, le navire était opéré pour le compte de la Société Iberojet. 
Après une période conversion initiale effectuée au chantier San Giorgio del Porto à Gênes (Italie), la gestion technique ainsi que l'armement de l'équipage de conduite furent confiés à une Société de Shipmanagement basée à Monaco.
En 2005, le Grand Latino fut cédé à l'armement Fred Olsen, qui le rebaptisa Boudicca.

## Sources
- Boudicca (site ShipParade.com)
- Le Boudicca sur le site de Fred. Olsen Cruises Lines
- Info sur le navire
- Info sur le navire